# Biludlejning
Biludlejning er en mulighed for at leje en bil i en afgrænset periode. Lejebilerne bliver formidlet af biludlejere der oftest er organiseret i internationale kæder.
De største[kilde mangler] udlejningsselskaber repræsenteret i Danmark er Avis, Hertz, Europcar og Sixt.

## Envejsleje
Envejsleje er et koncept, hvorpå man som kunde afhenter køretøjet ét sted, og har mulighed for at aflevere det tilbage på et andet sted end der hvor man modtog det.

## Lokation
Udlejningskontorene befinder sig som hovedregel i trafikale knudepunkter som lufthavne, togstationer, på større tankstationer, i større indkøbscentre og nogle gange også på større hoteller.

## Ekstraudstyr
Ud over biludlejning tilbyder biludlejerne ofte andre ekstra services som ekstraforsikring, GPS, autostole og/eller mobiltelefoner.